# منتخب روسيا تحت 20 سنة لكرة الطائرة للسيدات
منتخب روسيا تحت 20 سنة لكرة الطائرة للسيدات هو ممثل روسيا الرسمي في المنافسات الدولية في كرة طائرة للسيدات تحت 20 سنة .